# Detective Comics
Detective Comics é uma revista de história em quadrinhos (Banda Desenhada em Portugal) norte-americana,  publicada mensalmente pela DC Comics desde 1937, mais conhecida por introduzir o icônico super-herói Batman no número 27. É, juntamente com Action Comics, a revista de estreia do Superman, as principais publicações da editora e a origem do nome atual da empresa. Com 866 edições mensais publicadas em junho de 2010, é uma das mais antigas revistas em quadrinhos ainda em circulação e continuamente publicada nos Estados Unidos.

## Histórico da publicação
"Detective Comics" foi a última publicação do empresário Major Malcolm Wheeler-Nicholson, cuja empresa de quadrinhos, a National Allied Publications, que se tornaria a DC Comics, uma das duas maiores editoras do gênero, embora muito tempo depois que seu fundador a deixara. Primeiramente Wheeler-Nicholson lançou dois títulos que se tornaram marcos: "New Fun: The Big Comic Magazine" # 1 (fevereiro de 1935), popularmente chamado de New Fun Comics # 1 e o "comic book" 'New Comics #1", com material inédito ao invés de publicação de compilações de tiras de jornal. Seu segundo trabalho, New Comics # 1, seria renomeado duas vezes para se tornar "Adventure Comics", outra série seminal que funcionou durante décadas até a edição # 503 em 1983.
O terceiro e último título publicado sob a sua égide seria "Detective Comics", anunciado com uma ilustração de capa com data de dezembro 1936, mas que circulou com três meses de atraso, com a data de capa como março de 1937. Em 1937, no entanto, Wheeler-Nicholson estava em dívida com a gráfica do proprietário e distribuidor Harry Donenfeld, que foi também um editor de pulps e o principal distribuidor da revista Independent News. Wheeler-Nicholson tornou Donenfeld seu sócio, a fim de publicar Detective Comics # 1 por meio da recém-formada Detective Comics, Inc., com Wheeler-Nicholson e S. Jack Liebowitz, contador de Donenfeld, listados como proprietários. Wheeler-Nicholson foi obrigado a sair um ano depois.
Originalmente uma antologia em quadrinhos, Detective Comics # 1 (março de 1937) trazia estrelas como Lung Ching (vilão estilo Fu Manchu); Slam Bradley (criado por Jerry Siegel e Joe Shuster, publicado 2 anos antes de Superman) e Speed Cyril Saunders desenhado por Creig Flessel.Outros personagens:Cosmo, o fantasma dos disfarces (por Sven Elven), Bret Lawton, investigador internacional (por Creig Flessel), Detetive Gus (por Bill Patrick), Bart Regan, Espião (por Jerry Siegel e Joe Shuster), Jake Olho de Águia (por Alger) e Buck Marshall, detetive cowboy (por Homer Flemming)[carece de fontes?]

Primeira aparição de Batman, criado por Bob Kane e Bill Finger.

### Batman e Robin
Detective Comics # 27 (maio de 1939) apresentou a primeira aparição de Batman (como "The Bat-Man"). Super-herói que viria a ser a estrela do título, alterando o logotipo da capa que muitas vezes seria escrito como "Detective Comics, estrelando Batman". Em fevereiro de 2007, este número específico do lançamento do Batman foi comprado por US$ 1 075 000 dólares (789 077 euros) por um colecionador, tornando-o o mais caro exemplar de uma revista em quadrinhos vendido até então.
A Edição # 38 (abril de 1940) introduziu o ajudante de Batman, Robin (anunciado como "O sensacional encontro de 1940", na capa). A aparência juvenil de Robin e o aumento das vendas da revista logo levaria à tendência de outros super-heróis adotarem igualmente ajudantes de menor idade, como muitos leitores que se identificariam mais com as histórias. Os fãs e historiadores chamam essa época de Era de Ouro dos Quadrinhos.